# 中居村
中居村（なかいむら）は、石川県鳳至郡に存在した村である。

## 地理

### 隣接していた市町村
- 町
  - 穴水町
- 村
  - 南北村

## 歴史

### 沿革
- 1889年（明治22年）4月1日 町村制の施行により、鳳至郡中居村及び中居南村を廃し、その区域をもって鳳至郡中居村を設置する。
- 1933年（昭和8年）7月1日 鳳至郡南北村及び中居村を廃し、その区域をもって鳳至郡住吉村を設置する。中居村の2大字は住吉村に継承。